# Aeroporto di Melbourne
L'Aeroporto internazionale di Melbourne (IATA: MEL, ICAO: YMML), conosciuto anche come Tullamarine Airport, è un aeroporto situato a 23 km da Melbourne, in Australia.

## Terminal
La struttura è costituita da tre terminal, uno dei quali per i voli internazionali. È il secondo aeroporto più trafficato dell'Australia, dopo l'Aeroporto di Sydney. Nel 2006 sono transitati quasi 22 milioni di passeggeri.
Ultimamente è stato oggetto di diversi ammodernamenti per l'arrivo dei nuovi aerei Airbus A380, ordinati da varie compagnie aeree che utilizzano l'aeroporto (Malaysia Airlines, Qantas, Thai, Singapore Airlines, Emirates).